# Charles Belle
Vous pouvez aider à l'améliorer ou bien discuter des problèmes sur sa page de discussion.
- Il ne cite pas suffisamment ses sources. Vous pouvez indiquer les passages à sourcer avec {{référence nécessaire}} ou {{Référence souhaitée}}, et inclure les références utiles en les liant aux notes de bas de page. (Marqué depuis septembre 2019)
- Certaines informations devraient être mieux reliées aux sources mentionnées dans la bibliographie ou les liens externes. Améliorez sa vérifiabilité en les associant par des références. (Marqué depuis septembre 2019)
- Il n’est pas rédigé dans un style encyclopédique. (Marqué depuis septembre 2019)

- Archive Wikiwix
- Bing
- Cairn
- DuckDuckGo
- E. Universalis
- Gallica
- Google
- G. Books
- G. News
- G. Scholar
- Persée
- Qwant
- (zh) Baidu
- (ru) Yandex
- (wd) trouver des œuvres sur Wikidata

Charles Belle est un peintre français né à Rochejean dans le Doubs.

## Biographie

### Famille
Charles (Alfred Louis) Belle naît dans la maison de ses parents, au-dessus de leur boulangerie à Rochejean. Son père est Camille Belle (1921-2010), fils de Gabrielle Belle, née Maire, et de Charles Belle. Sa mère est Marie-Pierre Belle, née Gaudet (1930-2013), fille de Henriette Gaudet, née Monnier, et Georges Gaudet. Il a une sœur, Eveline, et trois frères Daniel, Michel et Christophe. Charles Belle a également deux fils, Émilien et Maxence.

### Parcours
Charles Belle est un peintre français dont l'œuvre est connue pour son approche de la représentation des éléments de la nature dans des formats souvent monumentaux. Artiste inclassable, il suit sa propre ligne. En 40 ans de carrière, il a réalisé près de 10 000 peintures et plus de 20 000 dessins. Les titres de ses œuvres sont toujours empreints de poésie et de mystère.
Issu d’une famille modeste, il s’oriente très tôt vers des études à l’école régionale des beaux-arts de Besançon (actuel Institut supérieur des beaux-arts de Besançon Franche-Comté – ISBA). Après l’obtention de son Diplôme national supérieur d'expression plastique (DNSEP) en 1979, parallèlement à son travail d’artiste, il devient photographe pour le Musée du Temps de Besançon, professeur d’art plastique en collège, puis enseigne le dessin à l’école des beaux-arts de Mulhouse (actuelle Haute École des arts du Rhin – HEAR) jusqu’en 1998.
Ses premiers travaux sont de grands dessins représentant des gens, des paysages, des chaussures, des objets d’un quotidien humble. Dans le contexte artistique de la fin des années 70, peu de professeurs le soutiennent, ses dessins apparaissent en décalage avec ce qui est alors enseigné au sein des écoles d’art. Pourtant, ils sont très tôt repérés et achetés par des collectionneurs et le Fonds National d’Art Contemporain (collections du Centre National des arts plastiques - CNAP). Il réalise ensuite de grandes peintures sur des thèmes de la nature qui sont davantage des prétextes à l’acte pictural que des sujets réalistes. Son travail autour des fleurs rencontre un grand succès mais il travaille toujours avec la même implication des thèmes très différents,. Ses peintures ont comme point commun d’approcher l’invisible, ce qui est en dehors de l’image, hors cadre.
Le travail de Charles Belle est présent dans les foires d’art contemporain telles que Art Basel, Art Basel-Miami, la FIAC, Art Brussel, Art Paris, etc. Il est exposé régulièrement à Paris, en Europe, en Suisse, à New York, Séoul, et à Beyrouth,.

### Jeunesse
Charles Belle grandit dans un milieu rural modeste, où les gens sont marqués par le travail et des conditions de vie rudes dans la géographie du Haut-Doubs. Ses parents tiennent la boulangerie du village de Rochejean. Dès l’enfance, Charles Belle est attiré par le dessin. A 18 ans, il se détourne du cursus général pour entrer à l’École Régionale des Beaux-Arts de Besançon. Il devient père à 23 ans et arrête toutes ses activités sportives pour se consacrer exclusivement à sa famille et à son travail artistique.

### Formation
Il est admis à l’École Régionale des Beaux-Arts de Besançon en 1974 (actuel Institut Supérieur des Beaux-Arts - ISBA). Étudiant, sa production est déjà conséquente. Il s’applique à faire le travail qui est attendu par l’École, mais en cachette, il réalise une grande série de dessins. Sans moyens, il dessine sur du papier kraft récupéré et avec du fusain qu’il fabrique lui-même. Il représente des espaces du quotidien, des gens d’origine modeste et rurale. Il les dessine le plus souvent de dos, cherchant à capter avec tendresse cette part d’eux qu’ils abandonnent aux autres. Lorsque toute cette production est découverte par hasard par l’une de ses professeurs, elle l’encourage à suivre cette voie qui lui est propre. Mais l’accueil réservé par la plupart des autres enseignants de l’époque est plutôt décourageant. Le travail de Charles Belle ne s’inscrit pas dans les préoccupations artistiques de la fin des années 70. Pourtant, ce travail d’étudiant de troisième année suscite très tôt l’intérêt de collectionneurs et fait l’objet d’acquisitions par le CNAP (Centre National des Arts Plastiques). Charles Belle obtient son DNSEP (Diplôme National Supérieur d’Expression Plastique) en 1979.

### Ses débuts
Après sa sortie de l’École des Beaux-Arts, il continue son travail de dessin au fusain et au pastel, avec des paysages, des arbres, des champs, des fruits, des portraits, des détails de son environnement. En 1987, il entame un travail de peinture sur les fleurs de géranium. C’est un peu par provocation qu’il choisit ce thème qu’il trouve galvaudé et dépourvu d’intérêt. Sa motivation est de montrer que l’essentiel en peinture, ce n’est pas le sujet. Le mobile de la peinture se situe ailleurs, dans une forme d’abstraction. À cette époque, Charles Belle n’a pas les moyens financiers de se procurer suffisamment de toile, alors il recouvre certaines peintures pour en créer des nouvelles. C’est à partir de cette contrainte matérielle que ce mouvement perpétuel se met en place dans son travail. Aucune de ses peintures ne peut être considérée comme arrêtée tant qu’elle est encore dans son atelier.

### Atelier
Au début des années 1990, le frère aîné de Charles Belle est atteint d’une maladie grave. Accompagner ce frère mourant pour qui la vie n’était plus qu’une succession d’instants douloureux a provoqué une sorte de déclic pour Charles Belle. Après une visite à l’hôpital, il se rend compte que contrairement à son frère, il a le privilège d’être vivant et de pouvoir faire des projets. Il est dans cette conscience aiguë de ce que représente la fragilité d’une vie. À 38 ans il se lance dans le projet, ambitieux et risqué dans le contexte de sa carrière naissante, de construction d’un atelier. Il entame donc un travail avec un architecte. Son idée se résume ainsi : « créer un atelier de rêve ».
Le lieu est pensé à partir des besoins de l’artiste. Les dimensions de l’atelier sont déterminées par les formats monumentaux de ses toiles. Jusqu’alors, Charles Belle peignait ses grands formats repliés au plafond et ne les découvrait entiers qu’une fois exposés. La lumière, les énergies du lieu, les formes, tout est étudié. Le bois utilisé pour la charpente et le plancher est celui des arbres que son grand-père Charles Belle avait plantés. Avec des ouvertures sur la forêt à 360°, l’atelier est conçu comme un abri dans le paysage. Charles Belle commence à peindre pendant le chantier de construction, au milieu des ouvriers et du bruit. Il peint de très grandes toiles de fleurs d’Arnica. Aujourd’hui, Charles Belle travaille toujours au sein de cet atelier.

### Accident
En 2004, Charles Belle s’apprête à entamer un travail autour des betteraves lorsqu’il a un accident. Il chute d’une échelle dans son atelier, d’une hauteur de 6 mètres. Une enceinte de musique amortit un peu sa chute. Il dira plus tard que « la musique (lui) a sauvé la vie ». Après cet accident, une période de convalescence de trois mois l’empêche de travailler. Traumatisé par cette épreuve, Charles Belle reprend le dessin sur de grandes feuilles de papier. Il réalise cinq autoportraits. Cela l’aide à prendre conscience qu’il est vivant. Puis il peint et dessine les betteraves qui l’ont attendu plusieurs mois dans l’atelier. Elles se sont desséchées. Cette série, dans des couleurs sombres et profondes, est chargée d’une tension dramatique particulière.

### Engagements
Charles Belle est très sensible aux problématiques environnementales. Depuis plus de 30 ans, il apporte son soutien à plusieurs organismes qui travaillent à la sauvegarde du patrimoine naturel, la protection de l’eau et de la faune sauvage. Pendant 25 ans, il a été élu au Conseil Municipal du village où il réside dans le Doubs. Dans le cadre de son mandat, il s’est investi pleinement dans la préservation de l’environnement local.

## Œuvre
Charles Belle aborde le thème de la nature, mais sans s’attacher à une représentation réaliste. Ce qui le mobilise se situe davantage dans une certaine abstraction. Pour lui, 

« le sujet d’une peinture, ce n’est pas le sujet ! »

. Pour Charles Belle, le fait qu’une peinture soit figurative ou abstraite, ce n’est pas la question. Le mobile de sa création est une recherche de solutions picturales pour parler de sensations, d’émotions, de l’invisible. Ses œuvres font sentir ce qu’elles ne montrent pas. Son travail autour de la thématique des fleurs est le plus connu du public, pourtant, Charles Belle a tout autant travaillé d’autres thèmes. Il explique que lorsqu’il peint des fleurs, « ce ne sont pas des fleurs ». Ce qui l’intéresse ce sont tous les signaux qu’une peinture peut transmettre, de façon indéfinissable et directe, comme pour la musique.
L’œuvre dessiné de Charles Belle est plus confidentiel et pourtant aussi conséquent que son œuvre peint. L’essence de sa création trouve son origine dans son rapport au dessin. Il ne l’utilise jamais comme travail préparatoire à de futures peintures, ni comme simples esquisses. Un dessin a le même statut qu’une peinture. Sa production de dessins est considérable, dans des formats parfois monumentaux,.

## Collections publiques et privées
Depuis 1978, plus de 80 expositions personnelles et 110 expositions collectives ont été consacrées à l'œuvre de Charles Belle. Son travail est présent sur la scène internationale, notamment en Grèce, au Liban, en Corée du Sud, en Suisse, en France et aux États-Unis.
Ses œuvres ont été acquises par plusieurs collections :
- CNAP, Centre National des Arts Plastiques - Acquisitions du Fonds National d’Art Contemporain
- Fonds Régional d'Art Contemporain de Franche-Comté
- Fonds Régional d'Art Contemporain Champagne-Ardenne
- Fonds Régional d'Art Contemporain Île-de-France
- Musée des Beaux-Arts de Chartres
- Musée de Grenoble
- FMAC, Fonds Municipal d’Art Contemporain, Ville de Paris
- Fondation Colas, Boulogne-Billancourt[27]
- Fonds de dotation Bredin Prat[28], Paris 7e

## Collaborations, expositions (sélection)

### Collaboration avec le Cirque Plume
Bernard Kudlak, le directeur du Cirque Plume, est un ami de longue date de Charles Belle. Ils ont souvent partagé beaucoup de valeurs importantes autour de la création en général, du cirque et de la peinture en particulier,. Pour deux tableaux du spectacle La Dernière Saison, Bernard Kudlak a choisi de mettre en scène un grand dessin au fusain, confiés à la forêt (2015-2017, fusain sur toile, 3 x 8 m. inv.no 11). Ce dessin représente une branche symbolique ou abstraite. Il a été réalisé au fond des grandes forêts d’épicéas du Doubs où Charles Belle a passé son enfance.

### Le taureau dans l'atelier[33]
En 2009, Charles Belle souhaite travailler autour du thème du taureau. Il rencontre un éleveur et évoque avec lui la possibilité de faire venir un taureau dans son atelier. Le projet suscite quelques inquiétudes. Peu de temps avant la visite de l’artiste, un collègue de l’éleveur a été tué par une bête. Charles Belle installe une structure métallique dans son atelier pour pouvoir recevoir Balou, le taureau. Pendant douze jours, le taureau reste à l’atelier et devient le modèle de l’artiste. Charles Belle réalise plusieurs dizaines de dessins, et une série de peintures.

### Collaboration avec Hubert-Félix Thiéfaine
Hubert-Félix Thiéfaine découvre la peinture toute ta passion (1999, huile sur toile, 290 x 333 cm. inv.no 547) lors d'une visite de l’atelier de Charles Belle. Quelques mois plus tard, il compose la chanson Camélia : huile sur toile (à Charles Belle) en dédicace au peintre.
Pour la couverture de son 13e album, « Défloration 13 » sorti en 2001, Hubert-Félix Thiéfaine choisit des peintures de Charles Belle sur le thème des iris orange.

### Il était une forêt, regards d'artistes
En 2011 le cinéaste Luc Jacquet invite Charles Belle à participer à un projet autour de son film Il était une forêt. Il s'agit du troisième long métrage cinématographique de Luc Jacquet après La Marche de l'empereur et Le Renard et l'Enfant. Le long métrage Il était une forêt est la partie centrale d'un projet plus général dit cross-media, intitulé La Forêt des pluies, qui a également une ambition éducative à propos de l'environnement. Ce projet permet notamment la participation d'artistes qui partent en résidence en pleine forêt : tels que Vincent Munier et Charles Belle.
Charles Belle tend une toile de 1,80 m x 10 m au milieu de la forêt primaire du Gabon et réalise au fusain un dessin de feuilles. Cette toile, employant le futur (2012, fusain sur toile, 180 x 1000 cm. inv.no 233) est exposée en 2013 dans Regards d’artistes au Parc André Citroën.

### Expositions personnelles (sélection)
- 2023 - 20e Sommet du Luxe et de la Création, InterContinental Le Grand, Paris (France)
- 2022-2023 - Rétrospective Charles Belle, Peindre, Saline Royale, Musée des Beaux-Arts et d'Archéologie de Besançon, Musée du Temps, Musée Courbet, Musée de Belfort, Musée de Pontarlier (Doubs, Territoire de Belfort)
- 2021 - Regard d'artiste, Château de Trévarez, CDP29, Saint Goazec (Finistère)
- 2017 à 2020 - La Dernière Saison, Cirque Plume
- 2017 - sens figurés, La Terrasse, Nanterre[40]
- 2009 - Musée de la Cohue, Vannes (France)[41]
- 2003 - Art Paris, Denise Cadé Gallery, New York (Paris)
- 2000 - FIAC (Paris).
- 2000 - Maison des Arts Georges Pompidou, Centre d’Art contemporain, Cajarc (Lot)
- 1996 - CRAC Alsace, Altkirch (Haut-Rhin)
- 1994 - Art Basel, Bâle (Suisse)
- 1994 - Carré des Arts, Parc floral de Paris (France)
- 1993 à 1996 - Galerie Bernard Jordan, Paris, (France)
- 1986 / 1987 - Écomusée, Le Creusot (Saône-et-Loire)
- 1984 - Musée des Beaux-Arts, Chartres (Eure-et-Loir)
- 1983 - Musée des beaux-arts et d'égyptologie de Grenoble

### Expositions collectives (sélection)
- 2023 - La Biennale FAB PARIS, Grand Palais Éphémère, Paris (France)
- 2023 - Brussels International Drawing Fair ART ON PAPER, Bruxelles (Belgique)
- 2023 - Les Restaurants du Cœur, Biennale Les Encadrés, Audincourt (France)
- 2020 à 2022 - Destins de Cirque, Saline Royale d'Arc-et-Senans (France)
- 2016 - Galerie de l'imaginaire, Centre International de l'Art Pariétal, Lascaux IV[42]
- 2013 - Il était une forêt[43]– Regards d’artistes … Un projet de Luc Jacquet, Parc André Citroën, (Gabon, France)
- 2006 - Art Basel Miami (Miami)
- 2000 / 2001 - Art Bruxelles (Belgique)
- 1999 / 2000 - Assemblée nationale (Paris)
- 1997 à 1999 - Exposition itinérante UNESCO La Route de l’Art sur la Route de l’Esclave, (Guadeloupe, Guyane, République dominicaine, Martinique, Brésil)
- 1999 - BCE, Banque Centrale Européenne (E.C.B.), Francfort (Allemagne)
- 1998 - Fondation Électricité de France, Espace Electra, (Paris)
- 1997 - Denise Cadé Gallery, 15 years of representing French artists in New York (New York)[44]
- 1996 - 41e Salon de Montrouge (France)
- 1994 - Art Basel, (Suisse)
- 1994 / 1995 - FIAC (Paris)
- 1990 - Musée du Luxembourg, (Paris)
- 1990- La vie des formes[26], Chantier international de création expérimentale, COMEF, (Chalon-sur-Saône)
- 1989 / 1994 - Exposition Air Inter, ENSBA, École nationale supérieure des Beaux-Arts de Paris, Les Paysages dans l’art contemporain (Paris)
- 1985 / 1986 - Saline royale d’Arc-et-Senans (Doubs)

### Foires d'art contemporain
- 1994 - Art Basel, Bâle (Suisse)
- 2006 - Art Basel, Miami Beach (Floride)
- 2024, 2001, 2000 - Art Brussels, Bruxelles (Belgique)
- 2009 - Art Elysée, Paris (France)
- 2023 - Art On Paper, Brussels International Drawing Fair, Bruxelles (Belgique)
- 2024, 2013, 2012, 2011, 2010, 2007, 2006, 2003, 1999, Art Paris, Paris (France)
- 2006 - Europ’Art, Palexpo, Genève (Suisse)
- 2023 - FAB PARIS La Biennale Paris (France)
- 2000, 1995, 1994 - FIAC, Paris (France)
- de 1996 à 2018 - MANIF, Seoul International Art Fair, Séoul (Corée du Sud)

## Édition
En 2017, avec la collaboration de son agent Noémie Paya, Charles Belle crée les Éditions Sources. Cette maison est spécialisée dans la publication de livres d'artistes, livres objets et monographies. Le premier ouvrage, paru en décembre 2017, s'intitule Sources,,.

## Critiques et mentions
- "La toile vivante" de Charles Belle, décor naturel du Cirque Plume, Coline Bastard, 2017[49]
- Camélia : huile sur toile (à Charles Belle)[35], Hubert Félix Thiéfaine, Défloration 13, 2001
- Réseau TRAM, Art contemporain Paris Île-de-France, 2017[50]
- Une peinture de Charles Belle confiée à la nature, Fabienne Le Moing, 2017[51]
- Arts à la pointe, Charles Belle expose au patronage, Ouest France, 2013[52]

Catalogue Drouot
- Dans Vitalité toute printanière pour Art Paris, Harry Bellet, Le Monde, 2011[54]
- Dans La Foire qu'on adore détester, Harry Bellet, Le Monde, 2012[55]
- Art in review : Charles Belle, 2000, New York Times[44] : Je préfère les noirs de Charles Belle à ceux de Soulage, Denis Jeambar, 2011[56]

## Filmographie

### Films de François Royet
- Par-delà les silences, 2023, durée 80 minutes, musique Bernard Montrichard, Aster Production
- Obsession blues, 2022, durée 19 minutes
- Confiés à la forêt…[57] 2017, durée 20 minutes, musique de David Lynch et Marek Zebrowski
- Ce chou si beau 2007, durée 26 minutes.
- Le figuier, tout ! 2008, durée 14 minutes.
- Juste un dessin... 2010, durée 13 minutes.
- Le peintre et son modèle… Un taureau. 2009, durée 16 minutes.

### Film réalisé par Pierre Guy
- Charles Belle, blancs soucis 1996, durée 26 minutes. Coproduction : Altamira, France 3 Bourgogne / Franche-Comté Altamira Films, 3 bis, rue Bastide F-34000 Montpellier.

#### Film réalisé par Wild Touch
- Il était une forêt - regards d’artistes, 2012, durée 3 min 28 s. Un projet de Luc Jacquet dans les forêts primaires du Gabon. Dessine-moi une forêt - voyages en forêt des pluies - tournage #28,

### Film réalisé par Bertrand Vinsu
- Nkumby 2, 2010, durée 19 min 23 s.